# Atletism la Jocurile Olimpice de vară din 1948
Probele sportive de atletism la Jocurile Olimpice de vară din 1948 s-au desfășurat în perioada 30 iulie - 7 august 1948 la Londra, Regatul Unit. Au fost 33 de probe sportive, în care au concurat 745 sportivi, din 53 de țări.

## Stadion
Probele au avut loc pe stadionul Wembley din Londra. Acesta a fost inaugurat în anul 1923.

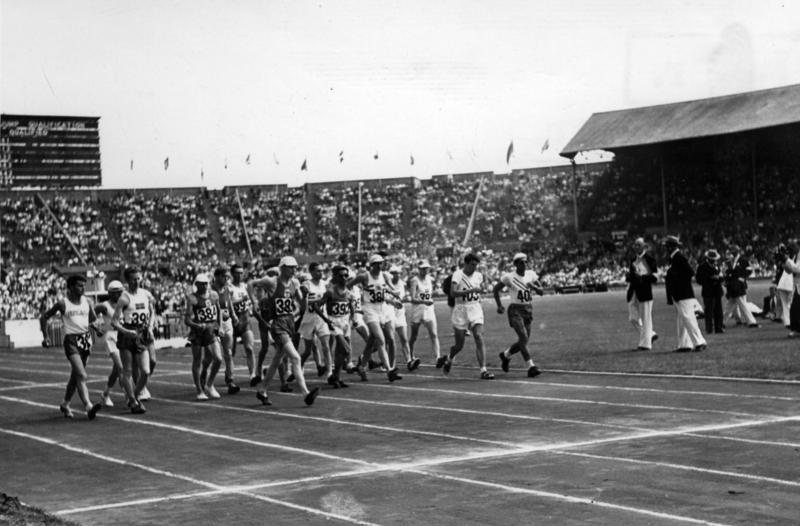
Marș
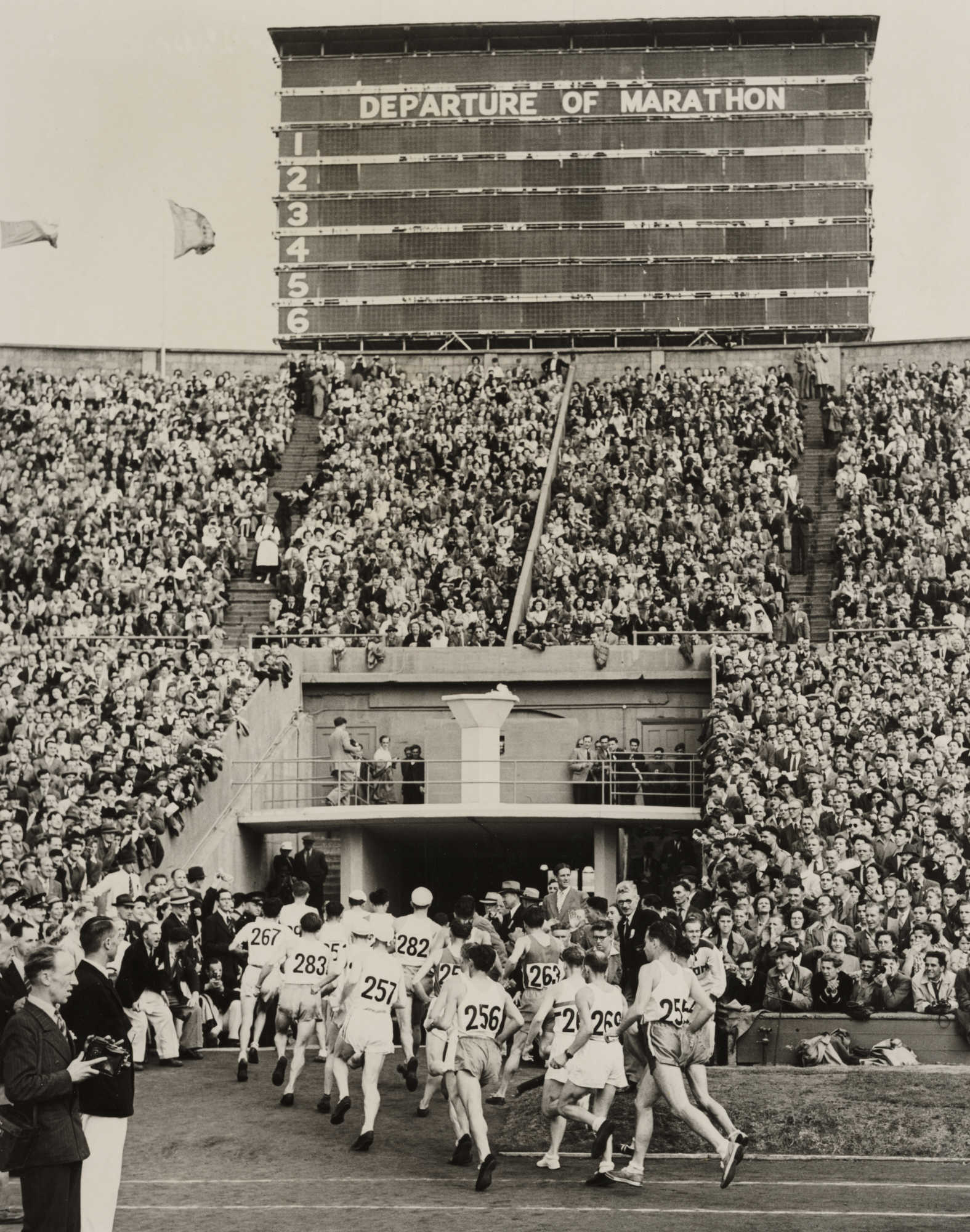
Maraton

## Probe sportive

### Masculin
| Event                        | Aur                                                                                              | Aur       | Argint                                                                                | Argint    | Bronz                                                                               | Bronz     |
| 100 m detalii                | Harrison Dillard (USA)                                                                           | 10,3      | Barney Ewell (USA)                                                                    | 10,4      | Lloyd LaBeach (PAN)                                                                 | 10,6      |
| 200 m detalii                | Mel Patton (USA)                                                                                 | 21,1      | Barney Ewell (USA)                                                                    | 21,1      | Lloyd LaBeach (PAN)                                                                 | 21,2      |
| 400 m detalii                | Arthur Wint (JAM)                                                                                | 46,2      | Herb McKenley (JAM)                                                                   | 46,4      | Mal Whitfield (USA)                                                                 | 46,8      |
| 800 m detalii                | Mal Whitfield (USA)                                                                              | 1:49,2    | Arthur Wint (JAM)                                                                     | 1:49,5    | Marcel Hansenne (FRA)                                                               | 1:49,8    |
| 1500 m detalii               | Henry Eriksson (SWE)                                                                             | 3:49,8    | Lennart Strand (SWE)                                                                  | 3:50,4    | Wim Slijkhuis (NED)                                                                 | 3:50,4    |
| 5000 m detalii               | Gaston Reiff (BEL)                                                                               | 14:17,6   | Emil Zátopek (TCH)                                                                    | 14:17,8   | Wim Slijkhuis (NED)                                                                 | 14:26,8   |
| 10 000 m detalii             | Emil Zátopek (TCH)                                                                               | 29:59,6   | Alain Mimoun (FRA)                                                                    | 30:47,4   | Bertil Albertsson (SWE)                                                             | 30:53,6   |
| 110 m garduri detalii        | William Porter (USA)                                                                             | 13,9      | Clyde Scott (USA)                                                                     | 14,1      | Craig Dixon (USA)                                                                   | 14,1      |
| 400 m garduri detalii        | Roy Cochran (USA)                                                                                | 51,1      | Duncan White (CEY)                                                                    | 51,8      | Rune Larsson (SWE)                                                                  | 52,2      |
| 3000 m obstacole detalii     | Tore Sjöstrand (SWE)                                                                             | 9:04,6    | Erik Elmsäter (SWE)                                                                   | 9:08,2    | Göte Hagström (SWE)                                                                 | 9:11,8    |
| 4×100 m detalii              | Statele Unite ale Americii (USA) · Barney Ewell · Lorenzo Wright · Harrison Dillard · Mel Patton | 40,6      | Marea Britanie (GBR) · Alastair McCorquodale · John Gregory · Ken Jones · Jack Archer | 41,3      | Italia (ITA) · Michele Tito · Enrico Perucconi · Carlo Monti · Antonio Siddi        | 41,5      |
| 4×400 m detalii              | Statele Unite ale Americii (USA) · Roy Cochran · Cliff Bourland · Arthur Harnden · Mal Whitfield | 3:10,4    | Franța (FRA) · Jean Kerebel · Francis Schewetta · Robert Chef D'Hotel · Jacques Lunis | 3:14,8    | Suedia (SWE) · Kurt Lundquist · Lars-Erik Wolfbrandt · Folke Alnevik · Rune Larsson | 3:16,0    |
| Maraton detalii              | Delfo Cabrera (ARG)                                                                              | 2:34:51,6 | Tom Richards (GBR)                                                                    | 2:35:07,6 | Etienne Gailly (BEL)                                                                | 2:35:33,6 |
| 10 km marș detalii           | John Mikaelsson (SWE)                                                                            | 45:13,2   | Ingemar Johansson (SWE)                                                               | 45:43,8   | Fritz Schwab (SUI)                                                                  | 46:00,2   |
| 50 km marș detalii           | John Ljunggren (SWE)                                                                             | 4:41:52   | Gaston Godel (SUI)                                                                    | 4:48:17   | Tebbs Lloyd Johnson (GBR)                                                           | 4:48:31   |
| Săritura în înălțime detalii | John Winter (AUS)                                                                                | 1,98 m    | Bjørn Paulson (NOR)                                                                   | 1,95 m    | George Stanich (USA)                                                                | 1,95 m    |
| Săritura cu prăjina detalii  | Guinn Smith (USA)                                                                                | 4,30 m    | Erkki Kataja (FIN)                                                                    | 4,20 m    | Robert Richards (USA)                                                               | 4,20 m    |
| Săritura în lungime detalii  | Willie Steele (USA)                                                                              | 7,825 m   | Theo Bruce (AUS)                                                                      | 7,55 m    | Herbert Douglas (USA)                                                               | 7,54 m    |
| Triplusalt detalii           | Arne Åhman (SWE)                                                                                 | 15,40 m   | George Avery (AUS)                                                                    | 15,36 m   | Ruhi Sarialp (TUR)                                                                  | 15,02 m   |
| Aruncarea greutății detalii  | Wilbur Thompson (USA)                                                                            | 17,12 m   | Jim Delaney (USA)                                                                     | 16,68 m   | Jim Fuchs (USA)                                                                     | 16,42 m   |
| Aruncarea discului detalii   | Adolfo Consolini (ITA)                                                                           | 52,78 m   | Giuseppe Tosi (ITA)                                                                   | 51,78 m   | Fortune Gordien (USA)                                                               | 50,77 m   |
| Aruncarea ciocanului detalii | Imre Németh (HUN)                                                                                | 56,07 m   | Ivan Gubijan (YUG)                                                                    | 54,27 m   | Robert Bennett (USA)                                                                | 53,73 m   |
| Aruncarea suliței detalii    | Tapio Rautavaara (FIN)                                                                           | 69,77 m   | Steve Seymour (USA)                                                                   | 67,56 m   | József Várszegi (HUN)                                                               | 67,03 m   |
| Decatlon detalii             | Bob Mathias (USA)                                                                                | 7139      | Ignace Heinrich (FRA)                                                                 | 6974      | Floyd Simmons (USA)                                                                 | 6950      |

### Feminin
| Event                        | Aur | Aur     | Argint                                                                           | Argint  | Bronz                                                                     | Bronz   |
| 100 m detalii                | Fanny Blankers-Koen (NED)                                                                                    | 11,9    | Dorothy Manley (GBR)                                                             | 12,2    | Shirley Strickland (AUS)                                                  | 12,2    |
| 200 m detalii                | Fanny Blankers-Koen (NED)                                                                                    | 24,4    | Audrey Williamson (GBR)                                                          | 25,1    | Audrey Patterson (USA)                                                    | 25,2    |
| 80 m garduri detalii         | Fanny Blankers-Koen (NED)                                                                                    | 11,2    | Maureen Gardner (GBR)                                                            | 11,2    | Shirley Strickland (AUS)                                                  | 11,4    |
| 4×100 m detalii              | Olanda (NED) · Xenia Stad-de Jong · Netty Witziers-Timmer · Gerda van der Kade-Koudijs · Fanny Blankers-Koen | 47,5    | Australia (AUS) · Shirley Strickland · June Maston · Betty McKinnon · Joyce King | 47,6    | Canada (CAN) · Viola Myers · Nancy MacKay · Diane Foster · Patricia Jones | 47,8    |
| Săritura în înălțime detalii | Alice Coachman (USA)                                                                                         | 1,68 m  | Dorothy Tyler (GBR)                                                              | 1,68 m  | Micheline Ostermeyer (FRA)                                                | 1,61 m  |
| Săritura în lungime detalii  | Olga Gyarmati (HUN)                                                                                          | 5,695 m | Noemí Simonetto (ARG)                                                            | 5,60 m  | Ann-Britt Leyman (SWE)                                                    | 5,575 m |
| Aruncarea greutății detalii  | Micheline Ostermeyer (FRA)                                                                                   | 13,75 m | Amelia Piccinini (ITA)                                                           | 13,09 m | Ine Schäffer (AUT)                                                        | 13,08 m |
| Aruncarea discului detalii   | Micheline Ostermeyer (FRA)                                                                                   | 41,92 m | Edera Cordiale (ITA)                                                             | 41,17 m | Jacqueline Mazeas (FRA)                                                   | 40,47 m |
| Aruncarea suliței detalii    | Herma Bauma (AUT)                                                                                            | 45,57 m | Kaisa Parviainen (FIN)                                                           | 43,79 m | Lily Carlstedt (DEN)                                                      | 42,08 m |

## Clasament pe medalii
| Loc   | Țară                       | Aur | Argint | Bronz | Total |
| ----- | -------------------------- | --- | ------ | ----- | ----- |
| 1     | Statele Unite ale Americii | 12  | 5      | 10    | 27    |
| 2     | Suedia                     | 5   | 3      | 5     | 13    |
| 3     | Olanda                     | 4   | 0      | 2     | 6     |
| 4     | Franța                     | 2   | 3      | 3     | 8     |
| 5     | Ungaria                    | 2   | 0      | 1     | 3     |
| 6     | Australia                  | 1   | 3      | 2     | 6     |
| 7     | Italia                     | 1   | 3      | 1     | 5     |
| 8     | Finlanda                   | 1   | 2      | 0     | 3     |
| 8     | Jamaica                    | 1   | 2      | 0     | 3     |
| 10    | Cehoslovacia               | 1   | 1      | 0     | 2     |
| 10    | Argentina                  | 1   | 1      | 0     | 2     |
| 12    | Austria                    | 1   | 0      | 1     | 2     |
| 12    | Belgia                     | 1   | 0      | 1     | 2     |
| 14    | Marea Britanie             | 0   | 6      | 1     | 7     |
| 15    | Elveția                    | 0   | 1      | 1     | 2     |
| 16    | Ceylon                     | 0   | 1      | 0     | 1     |
| 16    | Norvegia                   | 0   | 1      | 0     | 1     |
| 16    | Iugoslavia                 | 0   | 1      | 0     | 1     |
| 19    | Panama                     | 0   | 0      | 2     | 2     |
| 20    | Canada                     | 0   | 0      | 1     | 1     |
| 20    | Danemarca                  | 0   | 0      | 1     | 1     |
| 20    | Turcia                     | 0   | 0      | 1     | 1     |
| Total | Total                      | 33  | 33     | 33    | 99    |